# Billardiera venusta
Billardiera venusta är en tvåhjärtbladig växtart som först beskrevs av Putt., och fick sitt nu gällande namn av L.W.Cayzer och Crisp. Billardiera venusta ingår i släktet Billardiera och familjen Pittosporaceae. Inga underarter finns listade.